# Platymeris biguttatus
Platymeris biguttatus is een wants uit de familie van de roofwantsen (Reduviidae).

## Kenmerken
Het langgerekte lichaam heeft een kleine kop met antennen, sterke voorpoten en op de rug twee geelachtige vlekken. De poten zijn aan de bovenzijde voorzien met gele dwarsbanden. De lichaamslengte varieert van 3 tot 3,6 cm. Het speeksel van deze wants is giftig en kan bij mensen tijdelijke blindheid veroorzaken.

## Verspreiding en leefgebied
Deze roofzuchtige soort komt voor in West-Afrika.